# František Púry
František Púry (* 9. dubna 1958) je soudce Nejvyššího soudu České republiky, kde je předsedou trestního kolegia. Je uznáván jako odborník v oboru trestního práva.

## Život
František Púry vystudoval střední vojenskou školu v Prešově a jako voják z povolání sloužil u leteckého útvaru, odkud byl vyslán ke studiu práv. V roce 1984 absolvoval brněnskou právnickou fakultu Univerzity Jana Evangelisty Purkyně (dnes Masarykova univerzita). Po složení soudcovské zkoušky v roce 1985 byl jmenován soudcem obvodového vojenského soudu v Českých Budějovicích. Už o tři roky později byl jmenován k vyššímu vojenskému soudu v Táboře a v roce 1990 byl díky své vysoké odbornosti, morálním a charakterovým vlastnostem, i přes dřívější členství v KSČ, jmenován k Nejvyššímu soudu ČSFR, kde působil nejdříve v jeho vojenském kolegiu a po jeho zrušení v kolegiu trestním. Spolu s kolegy Stanislavem Rizmanem a Pavlem Šámalem jsou známými spoluautory velkých komentářů k trestnímu zákoníku. Od 1. září 2015 do konce roku byl pověřen výkonem funkce předsedy trestního kolegia Nejvyššího soudu, poté se stal jeho řádným předsedou. Za rok 2018 obdržel ocenění Právník roku v oboru trestního práva.